# Råstofjällen
Råstofjällen in een natuurgebied binnen de Zweedse gemeente Kiruna. Het gebied is hetzelfde als het gebied dat toebedeeld is aan Esrange; het Zweeds onderzoeksstation voor klimaat, ruimtevaart etc. Het is een onherbergzaam gebied, slechts te gebruiken via wandel- en skiroutes. Binnen het gebied loopt slechts één ongeveer 60 km lange landweg, van de nederzetting Pulsujärvi naar de Europese weg 45. Van tevoren moet men inlichtingen vragen bij Esrange of het toeristencentrum van de stad Kiruna; als men raketten afvuurt moeten wandelaars en skiërs zich schuil houden. Het gebied is genoemd naar het grootste meer in het park Råstojaure.
Het park wordt aan de noordoostzijde begrensd door de Könkämärivier (grens Zweden-Finland), waaraan ook enkele ingangen door het oversteken van de rivier bij Kummavuopio, Keinovuopio, Saarikoski (Kiruna) en Naimakka. Aan de noordwestzijde loopt het gebied door tot Noorwegen. Aan de Zuidwestkant de Europese weg 10 van het Torneträsk naar Kiruna; de zuidoostzijde wordt gevormd door de Europese weg 45. Het begrip Europese weg heeft hier een andere invulling dan eenzelfde term in Nederland, het kan voorkomen dat er slechts één auto per kwartier passeert.